# ダン・カイリー (心理学者)
ダン・カイリー（Dan Kiley, 1942年ころ - 1996年2月24日）は、多数の通俗的な心理学関係の本を出し、特に1983年に発表した『ピーター・パン シンドローム』で「ピーターパン症候群」の概念を提唱したことで知られる、アメリカ合衆国の心理学者。

## 経歴
イリノイ州カロムの農場に育ったカイリーは、アイオワ州ダベンポートのセント・アンブローズ大学で哲学と心理学を学び、さらにイリノイ大学で博士号を取得した。
やがて、少年非行の問題に関わるようになり、その方面での著作を発表するようになった、1983年に発表した『ピーター・パン シンドローム』が、アメリカ合衆国のほか、ブラジルや日本でベストセラーとなった。さらに、1984年に発表した夫や恋人に対して母親のように振る舞う女性の心理を論じた『ウェンディ・ジレンマ』も注目され、「ポップな心理学者 (pop psychologist)」としてメディアの注目を集めた。
カイリーは生涯に2度離婚し、3度結婚した。2度目の離婚の後、1988年に、それまで活動拠点としていたイリノイ州シカゴから、アリゾナ州ツーソンに移り住み、その後、3度目の結婚をして、晩年を当地で過ごした。

## おもな著作
- Nobody said it would be easy: Raising responsible kids--and keeping them out of trouble Hardcover, Harper & Row, 1978
- Keeping Parents Out of Trouble: A Modern Guide to Old-Fashioned Discipline, Warner Books, 1981
  - 日本語版：（近藤裕 訳）しつけを考える本：厳しく愛する心、社会思想社、1985年
- Dr. Dan's Prescriptions: 1001 Nonmedical Hints for Solving Parenting Problems, Putnam Publishing Group, 1982
  - 日本語版：（西岡公 訳）ピーター・パン予防法：現代子供のしつけ方、ABC出版、1990年
- The Peter Pan Syndrome: Men Who Have Never Grown Up, Dodd Mead, 1983
  - 日本語版：（小此木啓吾 訳）ピーター・パン・シンドローム：なぜ、彼らは大人になれないのか、祥伝社、1984年（1998年、祥伝社ノン・ポシェット版）
- The Wendy Dilemma: When Women Stop Mothering Their Men,  Arbor House Pub Co., 1984
  - 日本語版：（尾島恵子 訳、小此木啓吾 監訳）ウェンディ・ジレンマ："愛の罠"から抜け出すために、 祥伝社、1984年
- What to do when he won't change, Putnam Adult, 1987
  - 日本語版：（近藤裕 訳）女と男の人生相談、社会思想社、1988年
- Living Together, Feeling Alone: Healing Your Hidden Loneliness, Simon & Schuster, 1989
  - 日本語版：（岡達子 訳）結婚していてもなお孤独：LTL症候群の女たち、社会思想社、1990年

### 英語での出版が確認できないが、日本語翻訳版が存在する著作
- The mother fixation
  - 日本語版：（安藤和津 訳）ピーター・パン・パートナー：「母離れできない男」と、どうつき合うか、 祥伝社、1994年
- Peter Pan grows up
  - 日本語版：（加藤諦三 訳）ピーター・パン・コンプレックス、扶桑社、1994年